# Primera División Femenina de España 2020-21
La temporada 2020-21 de la Primera División Femenina de España fue la 33.ª edición de la primera división femenina de España de fútbol, denominada Primera Iberdrola por motivos de patrocinio. El torneo lo organizó la Real Federación Española de Fútbol (RFEF).
Luego de posponerse su inicio debido a la pandemia por el nuevo coronavirus (COVID-19), se anunció que se disputaría del 3 de octubre de 2020 al 27 de junio de 2021.

## Ascensos y descensos
| Pos.      | Ascendidos de 2.ª División |
| --------- | -------------------------- |
| 2.º Norte | SD Eibar                   |
| 1.º Sur   | CD Santa Teresa            |

## Información de los equipos
| Equipo             | Ciudad              | Entrenador           | Capitana        | Estadio                                       | Aforo  | Proveedor   | Patrocinador principal (en la equipación) | Otros patrocinadores (en la equipación)                                     |
| ------------------ | ------------------- | -------------------- | --------------- | --------------------------------------------- | ------ | ----------- | ----------------------------------------- | --------------------------------------------------------------------------- |
| Athletic Club      | Bilbao              | Iraia Iturregi       | Garazi Murua    | Instalaciones de Lezama                       | 3.200  | New Balance | Euskaltel                                 |                                                                             |
| Atlético de Madrid | Madrid              | J. L. Sánchez Vera   | Amanda Sampedro | Centro deportivo Wanda Alcalá de Henares      | 2.700  | Nike        | Herbalife Nutrition                       |                                                                             |
| Deportivo          | La Coruña           | Manuel Sánchez       |                 | Ciudad deportiva de Abegondo                  | 1.000  | Macron      | Abanca                                    |                                                                             |
| CD Santa Teresa    | Badajoz             | Juan Carlos Antúnez  |                 | Estadio Nuevo Vivero                          | 800    | Kappa       |                                           |                                                                             |
| CDEF Logroño       | Logroño             | Héctor Blanco        |                 | Las Gaunas                                    | 15.902 | Joma        | Gesitma                                   |                                                                             |
| FC Barcelona       | Barcelona           | Lluís Cortés         | Vicky Losada    | Estadi Johan Cruyff                           | 6.000  | Nike        | Stanley                                   |                                                                             |
| Levante UD         | Valencia            | María Pry            |                 | Ciudad deportiva de Buñol                     | 600    | Macron      | Germaine de Capuccini                     |                                                                             |
| Madrid CFF         | Madrid              | Óscar Fernández      |                 | Estadio José Luis de la Hoz-Matapiñonera      | 3.000  | Adidas      | Casino Gran Madrid                        |                                                                             |
| Rayo Vallecano     | Madrid              | Irene Ferreras       |                 | Ciudad deportiva Fundación Rayo Vallecano     | 2.500  | Kelme       |                                           |                                                                             |
| Real Betis         | Sevilla             | Pier Luigi Cherubino |                 | Ciudad deportiva Luis del Sol                 | 1.300  | Kappa       |                                           |                                                                             |
| RCD Espanyol       | Barcelona           | Jordi Ferrón         |                 | Ciutat Esportiva Dani Jarque                  | 1.500  | Kelme       | Miró                                      |                                                                             |
| Real Madrid CF     | Madrid              | David Aznar          | Ivana Andrés    | Ciudad Real Madrid (Campo 11)                 | 1.000  | Adidas      | Emirates                                  |                                                                             |
| Real Sociedad      | San Sebastián       | Natalia Arroyo       |                 | Instalaciones de Zubieta                      | 2.500  | Macron      | Euskaltel                                 |                                                                             |
| Sevilla FC         | Sevilla             | Cristian Toro        | Maite Albarrán  | Ciudad deportiva José Ramón Cisneros Palacios | 7.500  | Nike        | Marathonbet                               |                                                                             |
| SD Eibar           | Éibar               | Iker Dorronsoro      |                 | Instalaciones de Unbe                         | 1.000  | Joma        |                                           |                                                                             |
| Sporting de Huelva | Huelva              | Antonio Toledo       |                 | Estadio Nuevo Colombino                       | 21.670 | John Smith  | Ayuntamiento de Huelva                    | 4 patrocinadores Fertinagro Sur Planasa Instituto Español Deportes Hobby.es |
| UDG Tenerife       | Granadilla de Abona | Francis Díaz         |                 | Campo de fútbol municipal La Palmera          | 3.000  | Errea       |                                           | 2 patrocinadores Egatesa Disa                                               |
| Valencia CF        | Valencia            | Óscar Suárez         |                 | Estadio Antonio Puchades                      | 2.250  | Puma        | Teika                                     |                                                                             |

## Equipos por comunidad autónoma
| Com. autónoma   | N.º | Equipos                                                                |
| --------------- | --- | ---------------------------------------------------------------------- |
| Com. de Madrid  | 4   | Atlético de Madrid, Real Madrid C. F., Madrid C.F.F. y Rayo Vallecano. |
| Andalucía       | 3   | Real Betis, Sevilla F. C. y Sporting de Huelva                         |
| País Vasco      | 3   | Athletic Club, Real Sociedad y S.D. Eibar                              |
| Cataluña        | 2   | F.C. Barcelona y R. C. D. Espanyol                                     |
| Com. Valenciana | 2   | Levante U.D. y Valencia C. F.                                          |
| Islas Canarias  | 1   | U.D.G. Tenerife                                                        |
| Galicia         | 1   | Deportivo Abanca                                                       |
| La Rioja        | 1   | C.D.E.F. Logroño                                                       |
| Extremadura     | 1   | Santa Teresa C.D.                                                      |

## Clasificación
| | Equipo              | Pts. | J  | G  | E  | P  | GF  | GC | DG  |
| --- | ------------------- | ---- | -- | -- | -- | -- | --- | -- | --- |
| 1 | FC Barcelona (C)    | 99   | 34 | 33 | 0  | 1  | 167 | 15 | 152 |
| 2 | Real Madrid CF      | 74   | 34 | 23 | 5  | 6  | 75  | 33 | 42  |
| 3 | Levante UD          | 70   | 34 | 21 | 7  | 6  | 68  | 43 | 26  |
| 4 | Atlético de Madrid  | 63   | 34 | 18 | 9  | 7  | 61  | 32 | 28  |
| 5 | Real Sociedad       | 61   | 34 | 18 | 7  | 9  | 66  | 44 | 22  |
| 6 | UDG Tenerife        | 58   | 34 | 17 | 7  | 10 | 58  | 47 | 11  |
| 7 | Madrid CFF          | 53   | 34 | 16 | 5  | 13 | 49  | 44 | 5   |
| 8 | Sevilla FC          | 45   | 34 | 12 | 9  | 13 | 42  | 50 | -8  |
| 9 | Valencia CF         | 44   | 34 | 11 | 11 | 12 | 51  | 60 | -9  |
| 10 | Sporting de Huelva  | 44   | 34 | 12 | 8  | 14 | 37  | 48 | -11 |
| 11 | Athletic Club       | 40   | 34 | 11 | 7  | 16 | 43  | 60 | -17 |
| 12 | Real Betis          | 35   | 34 | 9  | 8  | 17 | 34  | 62 | -28 |
| 13 | Rayo Vallecano      | 34   | 34 | 8  | 10 | 16 | 37  | 58 | -21 |
| 14 | SD Eibar            | 33   | 34 | 9  | 6  | 19 | 32  | 62 | -30 |
| 15 | Deportivo (D)       | 29   | 34 | 8  | 5  | 21 | 39  | 81 | -42 |
| 16 | RCD Espanyol (D)    | 25   | 34 | 6  | 7  | 21 | 31  | 70 | -39 |
| 17 | CDEF Logroño (D)    | 24   | 34 | 5  | 9  | 20 | 32  | 60 | -28 |
| 18 | CD Santa Teresa (D) | 24   | 34 | 6  | 6  | 22 | 23  | 76 | -53 |
| Fuente: Federación Española de Fútbol: Clasificación de la Primera División Femenina de Fútbol Archivado el 6 de julio de 2022 en Wayback Machine.; actualización automática |                     |      |    |    |    |    |     |    |     |

|                         |
| Campeón F. C. Barcelona |
| 6.º título              |

### Evolución de la clasificación
| Jornada         | 1  | 2  | 3  | 4  | 5  | 6  | 7  | 8  | 9  | 10 | 11 | 12 | 13 | 14 | 15 | 16 | 17 | 18 | 19 | 20 | 21 | 22 | 23 | 24 | 25 | 26 | 27 | 28 | 29 | 30 | 31 | 32 | 33 | 34 |
| Equipo          |    |    |    |    |    |    |    |    |    |    |    |    |    |    |    |    |    |    |    |    |    |    |    |    |    |    |    |    |    |    |    |    |    |    |
| --------------- | -- | -- | -- | -- | -- | -- | -- | -- | -- | -- | -- | -- | -- | -- | -- | -- | -- | -- | -- | -- | -- | -- | -- | -- | -- | -- | -- | -- | -- | -- | -- | -- | -- | -- |
| FC Barcelona    | 1  | 1  | 1  | 1  | 2  | 3  | 2  | 3  | 3  | 3  | 3  | 1  | 1  | 1  | 1  | 1  | 1  | 1  | 1  | 1  | 1  | 1  | 1  | 1  | 1  | 1  | 1  | 1  | 1  | 1  | 1  | 1  | 1  | 1  |
| Real Madrid     | 18 | 13 | 12 | 13 | 7  | 5  | 6  | 5  | 4  | 2  | 2  | 3  | 2  | 2  | 2  | 2  | 2  | 3  | 3  | 3  | 3  | 3  | 3  | 3  | 3  | 3  | 3  | 3  | 3  | -  | -  | -  | -  | 2  |
| Levante UD      | 4  | 4  | 7  | 12 | 13 | 13 | 11 | 9  | 6  | 6  | 6  | 6  | 5  | 4  | 3  | 4  | 3  | 2  | 2  | 2  | 2  | 2  | 2  | 2  | 2  | 2  | 2  | 2  | 2  | -  | -  | -  | -  | 3  |
| Atlético Madrid | 2  | 3  | 2  | 2  | 1  | 1  | 3  | 2  | 1  | 4  | 5  | 4  | 3  | 5  | 5  | 3  | 4  | 4  | 4  | 4  | 4  | 5  | 6  | 7  | 7  | 7  | 7  | 7  | 5  | -  | -  | -  | -  | 4  |
| Real Sociedad   | 11 | 8  | 4  | 8  | 5  | 7  | 4  | 4  | 5  | 5  | 4  | 5  | 6  | 6  | 6  | 7  | 6  | 6  | 6  | 7  | 6  | 6  | 5  | 5  | 5  | 4  | 4  | 4  | 4  | -  | -  | -  | -  | 5  |
| UDG Tenerife    | 16 | 11 | 10 | 5  | 4  | 2  | 1  | 1  | 2  | 1  | 1  | 2  | 4  | 3  | 4  | 5  | 7  | 7  | 7  | 6  | 7  | 7  | 7  | 6  | 6  | 5  | 5  | 5  | 6  | -  | -  | -  | -  | 6  |
| Madrid CFF      | 6  | 9  | 5  | 3  | 6  | 8  | 9  | 11 | 9  | 7  | 7  | 7  | 7  | 8  | 8  | 6  | 5  | 5  | 5  | 5  | 5  | 4  | 4  | 4  | 4  | 6  | 6  | 6  | 7  | -  | -  | -  | -  | 7  |
| Sevilla FC      | 9  | 12 | 13 | 10 | 12 | 9  | 10 | 7  | 8  | 10 | 8  | 8  | 8  | 7  | 7  | 8  | 8  | 8  | 8  | 8  | 8  | 8  | 8  | 8  | 8  | 8  | 8  | 8  | 8  | -  | -  | -  | -  | 8  |
| Valencia CF     | 5  | 5  | 8  | 11 | 10 | 6  | 8  | 6  | 7  | 8  | 10 | 11 | 9  | 9  | 10 | 10 | 9  | 9  | 9  | 9  | 9  | 9  | 10 | 9  | 11 | 10 | 10 | 10 | 10 | -  | -  | -  | -  | 9  |
| Sporting Huelva | 14 | 15 | 18 | 18 | 18 | 16 | 16 | 16 | 17 | 15 | 14 | 13 | 15 | 15 | 14 | 14 | 15 | 16 | 16 | 14 | 13 | 13 | 11 | 11 | 10 | 11 | 11 | 11 | 11 | -  | -  | -  | -  | 10 |
| Athletic Club   | 3  | 2  | 3  | 4  | 3  | 4  | 5  | 8  | 10 | 9  | 9  | 9  | 10 | 11 | 12 | 11 | 11 | 12 | 11 | 12 | 12 | 10 | 9  | 10 | 9  | 9  | 9  | 9  | 9  | -  | -  | -  | -  | 11 |
| Real Betis      | 15 | 16 | 14 | 14 | 14 | 14 | 13 | 13 | 14 | 14 | 15 | 18 | 17 | 17 | 17 | 17 | 17 | 17 | 17 | 15 | 15 | 17 | 18 | 15 | 15 | 15 | 14 | 14 | 14 | -  | -  | -  | -  | 12 |
| Rayo Vallecano  | 10 | 14 | 16 | 16 | 16 | 17 | 17 | 17 | 15 | 17 | 15 | 12 | 12 | 12 | 11 | 12 | 12 | 13 | 13 | 11 | 11 | 12 | 13 | 12 | 13 | 13 | 12 | 13 | 13 | -  | -  | -  | -  | 13 |
| SD Eibar        | 7  | 6  | 9  | 6  | 8  | 10 | 12 | 12 | 13 | 11 | 11 | 10 | 11 | 10 | 9  | 9  | 10 | 10 | 10 | 10 | 10 | 11 | 12 | 13 | 12 | 12 | 13 | 12 | 12 | -  | -  | -  | -  | 14 |
| Dep. La Coruña  | 12 | 17 | 17 | 17 | 17 | 18 | 18 | 18 | 18 | 18 | 17 | 17 | 18 | 18 | 18 | 18 | 18 | 18 | 18 | 18 | 18 | 16 | 17 | 18 | 18 | 18 | 18 | 16 | 16 | -  | -  | -  | -  | 15 |
| RCD Espanyol    | 17 | 10 | 6  | 9  | 11 | 12 | 14 | 14 | 11 | 12 | 12 | 14 | 13 | 13 | 13 | 13 | 13 | 11 | 12 | 13 | 14 | 15 | 14 | 14 | 14 | 14 | 15 | 15 | 15 | -  | -  | -  | -  | 16 |
| EDF Logroño     | 13 | 18 | 15 | 15 | 15 | 15 | 15 | 15 | 16 | 16 | 18 | 16 | 14 | 14 | 15 | 16 | 14 | 14 | 14 | 17 | 17 | 18 | 15 | 16 | 16 | 16 | 17 | 18 | 18 | -  | -  | -  | -  | 17 |
| Santa Teresa CD | 8  | 7  | 11 | 7  | 9  | 11 | 7  | 10 | 12 | 13 | 13 | 15 | 16 | 16 | 16 | 15 | 16 | 15 | 15 | 16 | 16 | 14 | 16 | 17 | 17 | 17 | 16 | 17 | 17 | -  | -  | -  | -  | 18 |

Actualizado tras la disputa de la jornada 29.

### Tabla de resultados cruzados
| Local \ Visitante        | ATH | ATM | DEP | STE | LOG | FCB | LEV | MAD | BET | ESP | RMA | RAY | RSO | SEV | EIB | SPH | GRA | VAL |
| ------------------------ | --- | --- | --- | --- | --- | --- | --- | --- | --- | --- | --- | --- | --- | --- | --- | --- | --- | --- |
| Athletic Club            | —   | 3–3 | 2–1 | 2–1 | 2–1 | 0–4 | 0–2 | 2–0 | 2–2 | 3–0 | 1–3 | 0–0 | 2–1 | 2–0 | 0–1 | 1–1 | 2–2 | 2–0 |
| Atlético de Madrid       | 3–1 | —   | 1–1 | 0–1 | 2–0 | 4–3 | 1–0 | 0–1 | 4–1 | 4–1 | 0–1 | 0–0 | 3–2 | 3–0 | 2–1 | 0–0 | 1–1 | 4–1 |
| R.C.D. La Coruña         | 3–0 | 1–8 | —   | 1–2 | 2–1 | 1–6 | 1–3 | 3–0 | 1–3 | 2–1 | 0–2 | 3–0 | 0–2 | 1–2 | 0–0 | 1–0 | 1–1 | 1–1 |
| C.D. Santa Teresa        | 2–2 | 0–2 | 0–3 | —   | 1–1 | 0–3 | 0–2 | 0–3 | 0–2 | 1–0 | 1–5 | 0–1 | 0–4 | 1–1 | 2–0 | 0–1 | 0–1 | 0–1 |
| E.D.F. Logroño           | 3–0 | 0–2 | 3–0 | 2–2 | —   | 0–2 | 1–2 | 2–2 | 0–1 | 1–1 | 0–4 | 2–1 | 0–2 | 0–0 | 1–2 | 1–1 | 2–1 | 2–2 |
| F.C. Barcelona           | 8–0 | 3–0 | 9–0 | 9–0 | 6–0 | —   | 7–1 | 3–2 | 6–0 | 5–0 | 4–1 | 7–0 | 5–1 | 6–0 | 9–1 | 5–0 | 6–1 | 5–0 |
| Levante U.D.             | 4–0 | 3–0 | 4–1 | 1–1 | 3–2 | 0–3 | —   | 4–2 | 1–1 | 1–0 | 1–2 | 5–1 | 3–2 | 2–1 | 2–2 | 2–2 | 1–0 | 1–1 |
| Madrid C.F.F.            | 1–0 | 0–1 | 1–1 | 4–0 | 2–0 | 0–2 | 2–3 | —   | 2–2 | 0–1 | 0–2 | 2–1 | 1–0 | 1–0 | 3–1 | 1–0 | 2–4 | 4–1 |
| Real Betis               | 1–0 | 0–4 | 3–1 | 1–2 | 1–3 | 0–5 | 0–2 | 1–2 | —   | 0–0 | 0–3 | 1–1 | 2–2 | 0–2 | 0–0 | 2–0 | 1–2 | 2–1 |
| R.C.D. Espanyol          | 2–1 | 0–2 | 3–2 | 1–2 | 1–0 | 2–3 | 1–1 | 3–3 | 2–1 | —   | 1–8 | 2–2 | 0–4 | 0–3 | 0–1 | 1–1 | 2–3 | 1–1 |
| Real Madrid C.F.         | 1–0 | 0–1 | 3–0 | 1–0 | 2–0 | 0–4 | 1–2 | 2–0 | 1–1 | 4–1 | —   | 3–1 | 3–2 | 5–2 | 2–0 | 1–1 | 1–1 | 3–1 |
| Rayo Vallecano           | 2–3 | 1–1 | 3–1 | 5–0 | 0–0 | 0–4 | 1–1 | 1–4 | 1–0 | 2–0 | 0–3 | —   | 1–2 | 3–2 | 3–0 | 1–0 | 2–3 | 3–3 |
| Real Sociedad            | 1–0 | 0–0 | 2–0 | 4–1 | 3–1 | 1–4 | 3–2 | 1–1 | 5–1 | 1–0 | 3–1 | 2–0 | —   | 2–2 | 0–1 | 1–0 | 1–2 | 2–2 |
| Sevilla F.C.             | 0–2 | 3–2 | 3–1 | 1–1 | 0–0 | 0–4 | 1–0 | 0–1 | 2–0 | 2–1 | 1–1 | 0–0 | 1–1 | —   | 0–1 | 4–0 | 2–1 | 0–0 |
| S.D. Eibar               | 2–5 | 0–1 | 2–4 | 2–0 | 2–0 | 0–3 | 0–2 | 0–1 | 1–0 | 0–1 | 1–3 | 0–0 | 2–2 | 1–3 | —   | 1–3 | 2–1 | 0–1 |
| Sporting Huelva          | 1–0 | 1–0 | 3–0 | 2–1 | 3–1 | 0–6 | 1–2 | 1–0 | 0–1 | 2–1 | 0–1 | 1–0 | 1–2 | 4–2 | 2–2 | —   | 2–1 | 1–2 |
| U.D. Granadilla Tenerife | 3–2 | 2–2 | 4–1 | 3–1 | 2–0 | 0–1 | 0–2 | 0–1 | 3–1 | 2–0 | 2–1 | 2–0 | 1–2 | 2–0 | 2–1 | 1–1 | —   | 2–1 |
| Valencia C.F.            | 1–1 | 0–0 | 3–0 | 5–0 | 3–2 | 0–7 | 2–3 | 2–0 | 1–2 | 2–1 | 1–1 | 1–0 | 1–3 | 1–2 | 4–2 | 3–1 | 2–2 | —   |

## Estadísticas

### Tabla de goleadoras
| Pos. | Jugadora          | Goles | Part. | Prom. | Club               | Nota(s)                     |
| ---- | ----------------- | ----- | ----- | ----- | ------------------ | --------------------------- |
| 1    | Jennifer Hermoso  | 31    | 26    | 1.19  | F. C. Barcelona    | Máxima anotadora española   |
| 2    | Esther González   | 29    | 34    | 0.85  | Levante U. D.      |                             |
| 3    | Asisat Oshoala    | 18    | 26    | 0.69  | F. C. Barcelona    | Máxima anotadora extranjera |
| =    | Alexia Putellas   | 18    | 31    | 0.58  | F. C. Barcelona    |                             |
| 5    | Kosovare Asllani  | 16    | 29    | 0.55  | Real Madrid        |                             |
| =    | Lucía García      | 16    | 29    | 0.55  | Athletic Club      |                             |
| 7    | Ludmila da Silva  | 15    | 32    | 0.50  | Atlético de Madrid |                             |
| 8    | Lieke Martens     | 15    | 25    | 0.60  | F. C. Barcelona    |                             |
| 9    | Marta Cardona     | 14    | 33    | 0.42  | Real Madrid        |                             |
| 10   | Deyna Castellanos | 13    | 27    | 0.48  | Atlético de Madrid |                             |

Fuente: BDFutbol.

### Tabla de asistentes
| Pos. | Jugadora         | Asist. | Part. | Prom. | Club               | Nota(s)                     |
| ---- | ---------------- | ------ | ----- | ----- | ------------------ | --------------------------- |
| 1    | Caroline Hansen  | 18     | 23    | 0.83  | F. C. Barcelona    | Máxima asistente extranjera |
| 2    | Jennifer Hermoso | 14     | 26    | 0.54  | F. C. Barcelona    | Máxima asistente española   |
| 3    | Alexia Putellas  | 12     | 31    | 0.39  | F. C. Barcelona    |                             |
| 4    | Eunate Arraiza   | 11     | 34    | 0.32  | Athletic Club      |                             |
| 5    | Marta Torrejón   | 11     | 32    | 0.34  | F. C. Barcelona    |                             |
| 6    | Vicky Losada     | 11     | 32    | 0.32  | F. C. Barcelona    |                             |
| 7    | Aitana Bonmatí   | 10     | 31    | 0.32  | F. C. Barcelona    |                             |
| 8    | Amanda Sampedro  | 9      | 31    | 0.29  | Atlético de Madrid |                             |
| 9    | Sofia Jakobsson  | 9      | 33    | 0.27  | Real Madrid        |                             |
| 10   | Lieke Martens    | 9      | 25    | 0.36  | F. C. Barcelona    |                             |